# Bristol 407
Der Bristol 407 ist ein viersitziges Oberklassefahrzeug des ehemaligen britischen Automobilherstellers Bristol Cars, das von 1961 bis 1963 produziert wurde. Seine Einführung des 407 fiel in zeitlicher Hinsicht zusammen mit der Loslösung von Bristol Cars aus dem Mutterkonzern Bristol Aeroplane. Er basierte technisch und stilistisch auf seinem Vorgänger, dem Bristol 406, setzte im Gegensatz dazu aber erstmals einen Achtzylinder-Motor US-amerikanischer Herkunft ein. Der 407 begründete damit eine Tradition, die bis zur Insolvenz Bristols im Jahr 2011 aufrechterhalten wurde. Neben dem Serienmodell des 407 entstanden zwei Einzelstücke mit individuellen Aufbauten italienischer Karosseriehersteller.

## Unternehmensgeschichtliche Einordnung
Das in Gloucestershire ansässige Unternehmen Bristol Cars hatte seine Wurzeln in der Bristol Aeroplane Company, die 1910 in Bristol als Flugzeughersteller gegründet worden war. Nach dem Ende des Zweiten Weltkriegs expandierte Bristol Aeroplane, um die vorhandenen Kapazitäten auszulasten, in die Automobilbranche. Die ersten Fahrzeuge der neuen Marke übernahmen – möglicherweise als Reparationsleistung – das Chassis und den Motor der noch vor dem Krieg entwickelten BMW-Typen 326, 327 und 328, das Debütmodell Bristol 400 erhielt sogar eine eng an ein BMW-Modell angelehnte Karosserie. Die Nachfolger 401, 402 und 403 mit italienischen Touring-Karosserien bauten weiter auf dem BMW-Chassis und dem BMW-Motor auf, die Bristol schrittweise weiterentwickelte. Gleiches gilt für das Coupé 404 und die viertürige Fließhecklimousine 405, deren Aufbauten Bristol selbst entworfen hatte.
1959 geriet der Automobilhersteller in Turbulenzen. Als der Mutterkonzern Bristol Aeroplane Company seinen Tochterbetrieb Bristol Aero Engines mit dem Automobil- und Flugmotorenhersteller Armstrong Siddeley zu Bristol Siddeley Engines (BSE) verschmolz, wurde auch Bristol Cars Teil des neu gegründeten Unternehmens. Ende 1959 überlegte das BSE-Management, Bristol Cars mit der bislang separat geführten Automobilsparte von Armstrong Siddeley zu einem gemeinsamen Betrieb zu verschmelzen; im Januar 1960 favorisierte es dagegen die Schließung von Bristol Cars. Bevor es dazu kam, übernahmen George White, ein führender Manager von Bristol Cars, und der Londoner Bristol-Händler Anthony „Tony“ Crook im September 1960 sämtliche Unternehmensanteile der Bristol Cars Ltd., die daraufhin aus Bristol Siddeley Engines herausgelöst und als eigenständiger Betrieb fortgeführt wurde.
In diese Zeit fällt die Einführung des Bristol 407. Er ist das erste Modell, das Bristol als unabhängiger Autohersteller auf den Markt brachte.

## Entwicklungsgeschichte des 407
Der seit 1958 produzierte Bristol 406 verwendete Bristols eigenen 105 bph leistenden Reihensechszylindermotor (Typ 110). Er ermöglichte dem 1,5 Tonnen schweren Auto nicht mehr die sportlichen Fahrleistungen, die frühere Bristol-Modelle ausgezeichnet hatte. Eine weitere Leistungssteigerung des Motors, dessen Konzeption noch aus der Zeit vor dem Zweiten Weltkrieg stammte, ließ sich nicht mehr erreichen. Bristol war daher in der zweiten Hälfte der 1950er-Jahre auf der Suche nach einem neuen Antrieb. Zunächst begann das Unternehmen, einen neuen, eigenen Motor zu entwickeln. Als Eckdaten war eine Sechszylinder-Konfiguration und ein Hubraum von 3,0 bis 3,5 Litern vorgegeben, ein Wert, der im Bereich der zeitgenössischen Alvis-Triebwerke angesiedelt war. Die Leistungsausbeute der ersten Prototypen überzeugte allerdings nicht; jedenfalls war der Mutterkonzern der Ansicht, dass der finanziellen Aufwand der Neukonstruktion nicht in angemessenem Verhältnis zu ihrem Nutzen stand. 1959 testete Bristol als weitere Alternative einen Reihensechszylindermotor von Armstrong Siddeley. Der 4,0 Liter große Motor wurde serienmäßig im Armstrong Siddeley Star Sapphire eingesetzt und leistete 165 bhp. Bristol rüstete einen 406 mit diesem Motor aus und führte werksseitig einige Testfahrten durch. Eine Übernahme in die Serienfertigung kam allerdings nicht zustande. Der Prototyp ging in den Verkauf und war bis 1975 regelmäßig im Einsatz. 2015 wurde er in unrestauriertem Zustand wiederentdeckt.
Letztlich entschied sich Bristol für die Verwendung US-amerikanischer Achtzylinder von Chrysler. Auf wen die Initiative zur Verwendung amerikanischer Triebwerke zurückzuführen war, ist nicht geklärt. Bristol-Inhaber Tony Crook, der zudem britischer Importeur der zum Chrysler-Konzern gehörenden Marke Simca war, erzählte hierzu wiederholt folgende Geschichte: Eigentlich habe man bei Chrysler nur ein Torque-Flite Automatikgetriebe zu Testzwecken bestellen wollen. Chrysler hätte allerdings neben dem bestellten Getriebe zur Überraschung der Bristol-Mitarbeiter gleich einen hauseigenen Achtzylinder mitgeliefert. Bristol habe dann den Motor eingehenden Tests unterzogen und sich im Hinblick auf die hohe Leistung und die Wirtschaftlichkeit des Konzepts – damit war die Ersparnis eigener Entwicklungskosten gemeint – für die Verwendung des amerikanischen Triebwerks entschieden. Um weitere Kosten zu sparen, bezog Bristol die Triebwerke nicht unmittelbar aus den USA, sondern aus Kanada, das zum Commonwealth gehörte. Damit fielen, wenn die Motoren nach Großbritannien überführt wurden, keine Einfuhrzölle an.
Bristols altgedienter Reihensechszylindermotor wurde über die Einführung des 407 hinaus noch einige Zeit weitergebaut. Er wurde in erster Linie an AC Cars geliefert, wo er bis Ende 1962 in die Modelle Ace, Aceca und Greyhound eingebaut wurde.

## Modellbeschreibung

### Motorisierung und Kraftübertragung
Der Bristol 407 verwendet einen Achtzylinder-V-Motor aus dem Programm des US-amerikanischen Großserienherstellers Chrysler. Der im 407 eingesetzte Motor ist eine ältere amerikanische Konstruktion aus der A-Reihe, die 1956 exklusiv bei der Chrysler-Marke Plymouth eingeführt worden war und seit 1957 in einer 313 cui (5121 cm³) großen Version auf dem kanadischen und dem australischen Markt verkauft wurde. Bristol bezog die 313-cui-Motorblöcke aus den USA und ließ sie in einer kanadischen Chrysler-Werkstatt in Handarbeit komplettieren. Dort wurden gleichzeitig eine Reihe von Modifikationen durchgeführt, durch die sich die Bristol-Triebwerke von ihren Großserien-Pendants unterschieden.
Die Zylinderabmessungen der Bristol-Version wurden im Vergleich zur Großserienausführung (Bohrung × Hub: 98,4 × 84,1 mm) geringfügig verändert: Die Bohrung der Bristol-Version beträgt 98,55 mm, sodass bei identischem Hub der Hubraum nun bei 313,75 cui (5130 cm³) liegt. Zudem wurden die Ansaugkanäle überarbeitet und einige Ölkanäle neu gestaltet.
Insgesamt gab der Motor nach den handwerklichen Modifikationen eine Leistung von 250 PS ab. Damit hatte sich das Leistungspotential gegenüber dem Vorgängermodell mehr als verdoppelt.
Als Kraftübertragung war serienmäßig eine Dreigangautomatik von Chrysler (Typ TorqueFlite) vorgesehen, die über Tastenschalter am Instrumententräger bedient wurde. Als Alternative hielt Bristol Schaltgetriebe von Pont-à-Mousson bereit, die ursprünglich für Facel Vega konstruiert worden waren; die Schaltvariante wurde aber von keinem Kunden geordert.

### Chassis und Fahrwerk
Der 406 Zagato ist auf einem aus Stahl gefertigten Kastenrahmen mit Längsträgern und Quertraversen aufgebaut, dessen Konstruktion und Abmessungen mit dem des regulären 406 Saloon übereinstimmen. Der Rahmen geht in den Grundzügen auf das Chassis des BMW 326 von 1936 zurück. Die Vorderräder sind einzeln an Querlenkern und einer unteren Querblattfeder aufgehängt. Hinten hat der Wagen eine Starrachse mit Watt-Gestänge und einem Längslenker, Drehstabfedern mit Traghebeln und selbst konstruierten Stoßdämpfern. Das Auto verzögert mit vier Scheibenbremsen von Dunlop.

### Karosserie

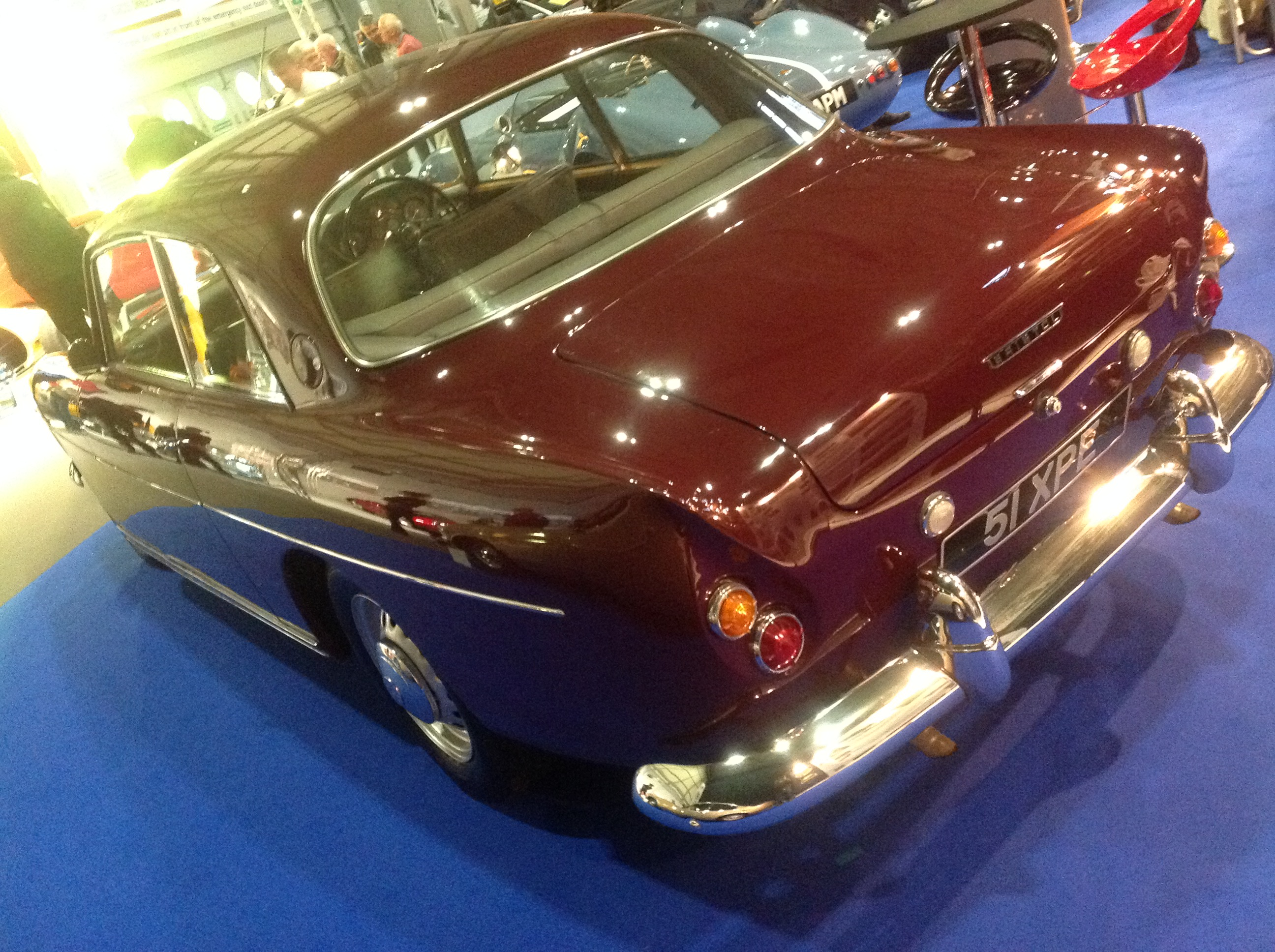
Heckpartie

Der Bristol 407 hat wie alle seine Vorgänger eine Karosserie aus Aluminiumblechen, die auf einem massiven Stahlgerüst ruht. Anders als beim 406, wurde der Aufbau des 407 nicht mehr bei Jones Brothers hergestellt, sondern bei dem auf Omnibusse spezialisierten Betrieb Park Royal Vehicles.
Stilistisch entspricht der 407 weitestgehend dem Vorgängermodell 406. Tatsächlich aber waren die Karosserieteile des 407 nahezu vollständig neu entworfen worden – allerdings mit der Maßgabe, sich so weit wie möglich an das Design des 406 zu halten. Anlass für die Änderungen war der Umstand, dass Chryslers Achtzylinder-Motor deutlich niedriger baute als das alte Bristol-Triebwerk. Dies ermöglichte eine flacher verlaufende Motorhaube, eine niedrigere Gürtellinie und – um die Proportionen im Lot zu halten – ein anders verlaufendes Dach.
Einige Detailänderungen waren das Ergebnis der Bemühungen, Kosten zu sparen. Aus wirtschaftlichen Gründen fielen unter anderem die zusätzlichen Blinkleuchten auf dem Dach und einige Dekorelemente an den Flanken und an der Heckpartie weg. Andererseits wurde die seitliche Chromleiste, die beim 406 vom vorderen Kotflügel bis zur Mitte der Türen reicht, für den 407 bis zum Ende des hinteren Kotflügels verlängert.

## Fahrleistungen
Die Höchstgeschwindigkeit des 407 ermittelte die Zeitschrift autocar bei einem Test aus dem Oktober 1961 mit 122 Meilen pro Stunde (196 km/h), und für die Beschleunigung von 0 auf 60 Meilen pro Stunde (96 km/h) brauchte das Auto nur 9,9 Sekunden. Der Verbrauch lag im Durchschnitt bei 20,4 Litern auf 100 km.

## Rezeption
Die britische Presse nahm den neuen Bristol freundlich auf. Gelobt wurde, dass die Fahrleistungen wieder überzeugten.

## Produktion
Der Bristol 407 blieb bis zum Sommer 1963 in Produktion. In dieser Zeit sollen etwa 300 Exemplare hergestellt worden sein.

## Sondermodelle

### Bristol 407 GTZ Zagato

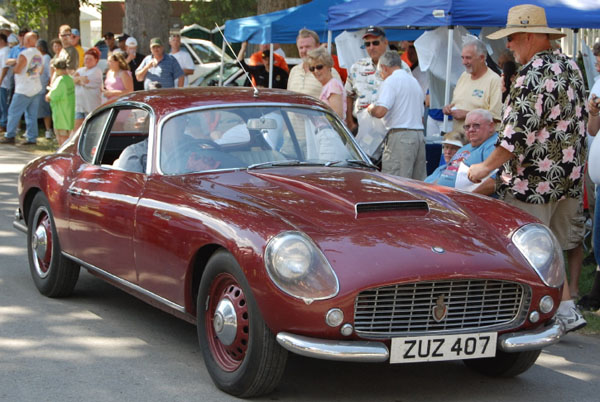
Bristol 407 GTZ Zagato

Wie bereits im Falle des Bristol 406, ließ Bristol auch für den 407 eine Sonderkarosserie von Zagato entwerfen. Das Ergebnis, der Bristol 407 GTZ Zagato, hatte mit dem 406 Zagato nichts zu tun. Der neue Entwurf trug eine langgestreckte, rundliche Karosserie mit sehr niedriger Gürtellinie, einem "Hüftschwung" über den Hinterrädern und einem üppig verglasten Fließheck. Der Wagen war deutlich leichter als der werksmäßige 407 und erreichte Höchstgeschwindigkeiten von über 200 km/h.
Der Bristol 407 GTZ Zagato wurde erstmals im Oktober 1961 auf der Earls Court Motorshow ausgestellt. Das Auto befand sich allerdings nicht auf dem Bristol-Stand, sondern auf dem unscheinbaren Stand von Zagato. Urheber des Projekts war wiederum Anthony Crook (und nicht Bristol Cars Ltd.). Von der Idee zum fertigen Produkt vergingen nur 10 Wochen. Das allerdings merkte man dem Wagen an. Vieles war improvisiert. Das galt nicht nur für das Kühlergitter mit einem wappenförmigen Schild, das von einem Lancia Flaminia Supersport entliehen war. Das Auto wurde freundlich aufgenommen, die wenigen Journalisten, die den Wagen fahren durften, bemängelten allerdings die Frontlastigkeit der Konstruktion. Das Schwergewicht des Wagens war der amerikanische Motor. Die ausgesprochen leichte Zagato-Karosserie führte deshalb zu einer ungünstigen Gewichtsverteilung. Tony Crook, der anfänglich auf einige Bestellungen gehofft hatte, gab das Projekt im Sommer 1962 auf, da das Werk die Probleme mit der Gewichtsverteilung nicht in den Griff bekommen hatte. Nach allem, was bekannt ist, blieb der 407 GTZ ein Einzelstück. Es existiert heute noch.

### Bristol 407 Viotti

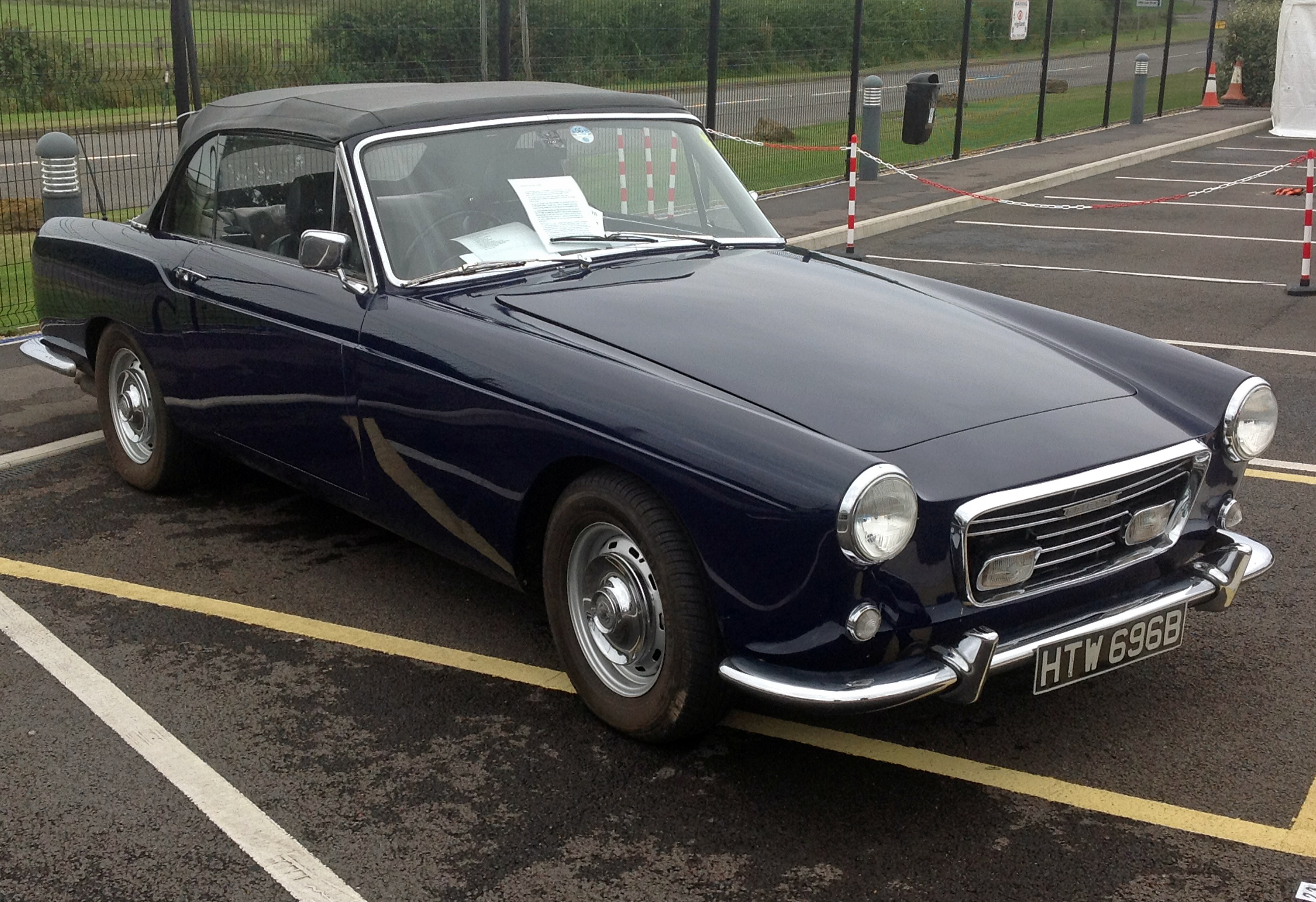
Bristol 407 Viotti

Ein weiteres Sondermodell war ein viersitziges Cabriolet, das die Carrozzeria Viotti aus Turin auf einem ungekürzten Chassis des 407 herstellte. Die Karosserie war vergleichsweise schlicht und nahm aus mancher Perspektive das Design des Fiat 1500 Spider vorweg. Der Wagen wurde erstmals auf dem Turiner Automobilsalon 1960 auf dem Stand von Viotti präsentiert. Danach erfolgte eine weitere Vorstellung in Großbritannien, diesmal auf dem Stand von Bristol Cars. Der Schauspieler Peter Sellers, der Bristol-Fahrzeuge schätzte, übernahm das Auto für einige Zeit und ließ seine Berufskollegin Britt Ekland neben dem Wagen ablichten. Das Viotti-Cabriolet blieb ein Einzelstück. Es existiert noch heute.